# Platymetopius wilhemwagneri
Platymetopius wilhemwagneri är en insektsart som beskrevs av Dlabola 1980. Platymetopius wilhemwagneri ingår i släktet Platymetopius och familjen dvärgstritar. Inga underarter finns listade i Catalogue of Life.